# Kópavogsvöllur
Le Kópavogsvöllur est un stade à multi-usages basé à Kópavogur, près de Reykjavik en Islande. Il est principalement utilisé pour les rencontres de football. 
Ce sont les clubs du HK Kopavogur et de Breiðablik Kopavogur, qui y disputent leurs rencontres à domicile lors du championnat de football islandais.
Sa capacité est de 5 000 places dont 1 869 places assises. 